# ميشال أبو سليمان
ميشال أبو سليمان هو كوميدي ومذيع ومؤدي صوت لبناني.

## عن حياته
يقدم برنامج «مود من الضحك» في تلفزيون المستقبل. عمل سابقا مذيعا ثانويا بدور «صديق البرنامج» في برنامج حديث البلد.

## أعماله

### برامج
- مود من الضحك، تلفزيون المستقبل (2014 - الآن)
- حديث البلد، لغاية 2014

### مسلسلات
- مهما كان الثمن - غابرييل.
- مسلسل فرصة عيد بدور رامي

### التعليق الصوتي
- نينجا كابامارو، دور "سانشيرو"
- رانزي المدهشة، دوبلاج

## روابط خارجية
- ميشال أبو سليمان على موقع قاعدة بيانات الأفلام العربية